# 4859 Fraknoi
4859 Fraknoi è un asteroide della fascia principale. Scoperto nel 1986, presenta un'orbita caratterizzata da un semiasse maggiore pari a 2,2720184 UA e da un'eccentricità di 0,1362179, inclinata di 6,41476° rispetto all'eclittica.